# 계촌초등학교 대미분교
계촌초등학교 대미분교는 대한민국 강원도 평창군 방림면 대미동길 491-23 (평창군 방림면 계촌리 520)에 있었던 공립 초등학교이다.

## 연혁
- 1949.06.10 계촌국민학교 대미분교장 설립인가
- 1996.03.01 계촌초등학교 대미분교장 교명변경
- 2012.03.01 폐교(56회, 345명), 계촌초등학교로 통합 제 마지막 졸업자 56회 졸업생 임x훈(전 강원도청 육상선수